# Después te llamo
Después te llamo es una película uruguaya de 2003 dirigida por Luis Varela. Protagonizada por Carlos Cáceres, Daniel Viña, Silvina Acosta, Bettina Lalane y Isabel Flores, es la historia de los trabajos, los sueños y las frustraciones de cuatro personajes comunes.